# Helmut Kraft (Tiermediziner)
Helmut Kraft (* 27. Dezember 1927 in Nürnberg; † 8. Dezember 2010) war ein deutscher Tiermediziner.

## Werdegang
Kraft studierte an der Ludwig-Maximilians-Universität München und der Universität Zürich Tiermedizin. 1953 wurde er in München promoviert. Kraft habilitierte sich 1958 mit der Arbeit Untersuchungen am Ruhekern von Leukozyten der Säugetiere mit besonderer Berücksichtigung geschlechtsspezifischer Merkmale. Er erhielt 1965 eine außerplanmäßige Professur an der Ludwig-Maximilians-Universität München, 1978 wurde er auf eine C 3-Professur für Innere Medizin an der Tierärztlichen Fakultät berufen.
Schwerpunkt seiner wissenschaftlichen Arbeit waren die Innere Tiermedizin, die Hämatologie sowie die Gerichtliche Tiermedizin.

## Werke (Auswahl)
- Helmut Kraft: Ein Beitrag zur Anatomie des Nasenspiegels und der Gaumenstaffeln beim Reh, unter besonderer Berücksichtigung individualspezifischer Merkmale. K. Müller, Roth b. Nürnberg 1953. (Dissertation LMU München)
- Helmut Kraft: Untersuchungen am Ruhekern von Leukozyten der Säugetiere mit besonderer Berücksichtigung geschlechtsspezifischer Merkmale. München 1958. (Habilitation LMU München)
- Helmut Kraft: Kranke Chinchillas. Roland, München ca. 1960. (5. Auflage: Enke, Stuttgart 1994, ISBN 3-432-25695-7)
- Helmut Kraft: Labormethoden in der Veterinärmedizin bei Haussäugetieren. Parke, Davis & Co, München 1962 (3. Auflage: Enke, Stuttgart 1989, ISBN 3-432-97003-X)
- Harro Köhler, Helmut Kraft: Gerichtliche Veterinärmedizin. Enke, Stuttgart 1984, ISBN 3-432-94041-6
- Helmut Kraft: Die Anwendung zytoplasmatischer Substanzen bei Tieren. Enke, Stuttgart 1993, ISBN 3-432-25711-2.